# Nearktiske zone
Den nearktiske zone (af græsk neo = "ny" + arktos = "det arktiske") er en af de otte 8 økozoner, som Jordens overflade er inddelt i.
The nearktiske zone dækker det meste af Nordamerika, heri medregnet Grønland og højsletterne i Mexico. Det sydlige Mexico, det sydlige Florida, Centralamerika og de Caribiske øer tilhører derimod den neotropiske zone sammen med Sydamerika.

## Områdets bioregioner
Verdensnaturfonden (WWF) opdeler den nearktiske zone i fire økoregioner, der defineres som "geografiske grupper af økoregioner, som kan omfatte flere habitattyper, men som har stærke biogeografiske sammenhænge, særligt på taxonomiske niveauer, der er højere end art (dvs. slægt eller familie)."

### Det canadiske skjold
Bioregionen Det canadiske skjold strækker sig hen over den nordlige del af kontinentet fra de Aleuterne i vest til Newfoundland i øst. Den omfatter også den nearktiske zones økoregioner Arktisk tundra og Taiga. Det canadiske skjold er den nordligste region i Nearktis, og den rummer overgange fra tundraen i Alaska, det nordlige Canada og Grønland til Taigaen, de nordlige, nåleskove, som strækker sig tværs over kontinentet.

### Det østlige Nordamerika
Bioregionen Det østlige Nordamerika omfatter de tempererede løvskove og blandede skove i det østlige USA og det sydøstlige Canada, de tempererede græsområder på prærierne i det midtvestlige USA og den midterste del af det sydlige Canada samt de tempererede nåleskove i det sydøstlige USA.

### Det vestlige Nordamerika
Bioregionen Det vestlige Nordamerika omfatter de tempererede nåleskove i kyst- og bjergregionerne i Alaska og det vestlige Canada samt de regnskovsagtige nåleskove i Pacific Northwest regnet fra stillehavskysten til Rocky Mountains. Desuden omfatter regionen også højsletter med kolde vintre i det vestlige USA, hvor man finder ørkener, tørre buskstepper og kortgræsprærier.

### Det nordlige Mexico
Bioregionen Det nordlige Mexico omfatter højsletter med milde vintre i det sydvestlige USA og det nordlige Mexico, dvs. Chihuahua-ørkenen, Sonoraørkenen og Mojave-ørkenen, de mediterrane chapparalområder og skove i Californien, de varmt tempererede eller subtropiske, rene fyrreskove og fyrre-egeskove i Arizonas bjerge, på Sierra Madre Occidental og på Sierra Juarez.

## Geologisk historie
Selv om Nordamerika og Sydamerika for tiden er forbundet ved Panamatangen, var de to kontinenter adskilt i ca. 180 millioner år, hvor de udviklede meget forskellige plante- og dyregrupper. Da det gamle superkontinent Pangæa blev splittet op for ca. 180 millioner år siden, blev Nordamerika hængende sammen med Eurasien som en del af superkontinentet Laurasien, mens Sydamerika var en del af superkontinentet Gondwana. Nordamerika blev senere adskilt fra Eurasien, men kontinentet har i perioder været forbundet med både Asien og Sydamerika ved landbroer, hvad der har muliggjort den udveksling af plante- og dyrearter med disse kontinenter, som kaldes den Store amerikanske udveksling.
En tidligere landbro over Beringstrædet mellem Asien og Nordamerika gav mange planter og dyr mulighed for at bevæge sig mellem disse kontinenter, og den nearktiske zone har mange planter og dyr fælles med den nearktiske zone. De to zoner sammenfattes nu og da til én Holarktisk zone.
Mange af de store dyr fra megafaunaen, f.eks. heste, kameler, mammutter, mastodonter, kæmpedovendyr, sabelkatte (Smilodon), kæmpebjørnen Arctodus simius og geparden blev udryddet i Nordamerika ved slutningen af den seneste istid. Dette udryddelsesfænomen i holocæn falder sammen med, at de første spor efter mennesker dukker op. Tidligere antog man, at udslettelserne i megafaunaen skyldtes det ændrede klima, men mange forskere mener nu, at hovedårsagen var de nyankomne menneskers jagttryk, selv om klimaændringer også har bidraget. Når de store rovdyr uddøde kan det ses som en følgevirkning af, at deres byttedyr blev for få. Den amerikanske bison, den brune bjørn, dens underart, Grizzlybjørn, og den amerikanske underart af Kronhjort, Wapiti indvandrede til Nordamerika omtrent samtidig med menneskene, og de bredte sig hastigt, mens de udfyldte de økologiske nicher, der stod tomme, efter at arterne i den nordamerikanske megafauna var uddøde.

## Flora og fauna

### Flora og fauna, som opstod i den nearktiske zone
Dyr, der oprindeligt kun fandtes i den nearktiske zone:
- Familien Canidae med hunde, ulve, ræve og prærieulve
- Familien Camelidae med kameler og deres sydamerikanske slægtninge, f.eks. lamaer.
- Familien Equidae med heste og deres slægtninge.
- Familien Antilocapridae med gaffelbuk
- Tremarktine, eller kortskallede, bjørne med den uddøde kæmpebjørn (Arctodus simius). Det sidste overlevende medlem af denne gruppe er brillebjørnen (Tremarctos ornatus) fra Sydamerika.
- Gepard (Acinonyx jubatus) udviklede sig i Nordamerika og spredte sig senere derfra til Eurasien.

### Flora og fauna, der er endemisk for den nearktiske zone
Én gruppe af fugle, Timaliinae, er endemisk for den nearktiske zone. Den holarktiske zone har fire endemiske fuglegrupper: Lommer, Skovhøns, Alkefugle og Silkehaler
Plantefamilier, der er endemiske eller næsten endemiske for den neartiske zone omfatter Crossosomataceae, Simmondsiaceae og Sumpblomst-familien.

## Nearktiske økoregioner på landjorden
- Fyrreskov på Sierra Madre Occidental i Mexico.
- Blandet skov i Appalacherne, det østlige USA.
- Omstyrtet Thuja plicata i Olympic National Park, Washington, USA.
- Larix laricina i Canada.
- Prærien ved Konza i staten Kansas, USA.
- Tundra og gletsjer i Jasper National Park, Alberta, Canada.
- Adenostoma sparsifolium i den californiske chapparal, USA.
- Carnegia gigantea i Sonora-ørkenen, Mexico.

### Tropiske og subtropiske nåleskove
- Østlige og vestlige ege-fyrreskove på Sierra Madre

### Tempererede løvskove og blandede skove
- Appalachiske og blandede, halvtørre skove

### Tempererede nåleskove
- Tempererede regnskove langs Stillehavet
- Klamath-Siskiyou skovene
- Sierra Nevada skovene
- Sydøstlige nåle- og løvskove

### Taiga
- Nordlige skove ved Muskwa-Slavesøen
- Canadisk nåleskov

### Tempererede og subtropiske Græsområder, Savanner og Buskområder
- Den nordlige prærie

### Tundra
- Kysttundra på Alaskas nordhæld
- Canadisk, lavarktisk tundra

### Mediterrane skove, skovområder og krat
- Chaparral og skovområder i Californien

### Ørkener og tørre buskområder
- Ørkener i Sonora og Baja California
- Tehuacan ørkener i Chihuahua

## Eksterne links
- WWF: Kort over økozonerne
- Nearctica, The Natural World of North America